# Sát thủ đầu mưng mủ
Sát thủ đầu mưng mủ (phụ đề: Thành ngữ sành điệu bằng tranh) là tên một cuốn sách tập hợp thành ngữ dân gian đương đại xuất bản năm 2011 của họa sĩ Thành Phong, một trong hai mẩu của Phong Dương. Năm 2013, cuốn sách được tái bản lại với tên Phê như con tê tê có bổ sung, sửa chữa so với ấn bản đầu tiên.

## Nội dung
Cuốn sách được họa sĩ Thành Phong thực hiện với mục đích tập hợp "những câu nói phổ biến trong "xã hội" của một thời, nhưng dưới hình thức vui vẻ nhất". Những câu nói ấy hầu hết đều có chung đặc điểm là dễ nói, có vần điệu, hình ảnh dù đôi lúc hình ảnh không hợp logic lắm. Ví dụ, tên sách tái bản cũng là tên một thành ngữ trong sách, "Phê như con tê tê" dùng để chỉ trạng thái thoả mãn, sung sướng tột đỉnh vì một chuyện gì đó, có hình minh hoạ là một con tê tê đang phê thuốc lào. 

## Phát hành

Ấn bản năm 2013

Lần đầu phát hành năm tháng 10 năm 2011, cuốn sách đã dấy lên hai luồng ý kiến trái chiều. Phần đông ý kiến phản ứng đều cho là tác giả cổ súy việc sử dụng "ngôn ngữ cải biên" (như các báo gọi); sự phản đối này lại đa số đến từ những người trẻ. Một blogger bình luận về câu "Một con ngựa đau, cả tàu được ăn thêm cỏ" rằng "đích thị là đi ngược lại truyền thống đạo đức ông cha để lại". Học giả An Chi nhận xét trong Đương thời số 38 (62) - 2011 rằng "Bản thân Sát thủ đầu mưng mủ cần được làm sạch khỏi những câu xấu, dở vì nó không chỉ kiêm luôn mục đích giải trí mà lại còn kiêm cả chức năng phát tán những câu đó" và cho rằng đây là một "hiện tượng cần suy ngẫm". Còn những người lớn tuổi lại tỏ ra hứng thú với lối sáng tạo ngôn ngữ hiện nay. Điển hình, tại buổi Toạ đàm Ngôn ngữ giới trẻ thời @ qua tranh của họa sĩ Thành Phong tại Hà Nội, giáo sư Văn Như Cương bày tỏ sự thích thú với cách nói mới, đồng thời bày tỏ "(lối nói trên) mang lại những ý nghĩa quá thú vị và bất ngờ mà lối văn phong truyền thống không thể nào diễn tả được". Ông nói: "Thành ngữ cũng có những giai đoạn, biến chuyển cho hợp thời và có những câu ở đây tôi rất thích."
Sau khi phát hành không lâu, scan lậu của cuốn sách đã tràn lan khắp mạng internet gây nên sự phẫn nộ của họa sĩ. Để bày tỏ sự phản đối của mình, họa sĩ Thành Phong đăng bài "Gửi bạn ăn cắp" trên blog mình. Cũng trong thời gian này, cuốn sách đã bị Nhà xuất bản Mỹ thuật, đơn vị liên kết phát hành, ra quyết định thu hồi.. Hành động này đã khiến scan lậu lên ngôi.
Năm 2013, Nhã Nam thông báo sẽ tái bản cuốn sách với tên gọi mới Phê như con tê tê, với hình bìa mới thay cho hình bìa "sát thủ" và nội dung có sửa chữa sau khi tiếp thu ý kiến của nhiều người. Sự tái bản này là để đáp ứng nhu cầu rất lớn của độc giả. Đồng thời, ông Vũ Hoàng Giang, Phó Giám đốc Nhã Nam cho rằng "xét cho cùng, đây là cuốn sách có một số giá trị nhất định, chứ không phải là sách vô giá trị".